# Francisco de Paula da Costa
 Francisco de Paula da Costa  (Ilha Terceira, Açores, Portugal, 8 de Junho de 1801 — Ilha Terceira, Açores, Portugal, 10 de Outubro de 1882) foi um político e militar português e um dos signatários do auto da revolução liberal de 22 de Junho de 1828.
Foi tenente do batalhão de voluntários, e tinha a medalha n.º 7 das campanhas da liberdade. 
Em 1830 foi escriturário da comissão de fazenda de Angra do Heroísmo.

## Relações familiares
Foi filho de José Narciso da Costa e de D. Maria Severa da Costa.